# کیارا مورتی
کیارا مورِتی (ایتالیایی: Chiara Moretti؛ ‏ ۱۸ اوت ۱۹۵۵ – ۱۶ مه ۲۰۲۳) بازیگر اهل ایتالیا بود.
از فیلم‌هایی که وی در آن‌ها نقش داشته است، می‌توان به زندگی عجیب است اشاره نمود.